# 천명 온라인
천명 온라인은 쉰레이, 와우소프트에서 개발된 게임이다. MMORPG 온라인 게임으로 현재 네이버와 와우소프트에서 오픈베타 (무료)로 서비스 중이다. 천명 온라인은 자체 개발 게임엔진 X-STONE를 사용하여 한차원 높은 수준의 화려한 광원효과와 사실적인 그래픽을 제공하며, 세밀한 배경텍스처와 고퀄리티의 모델링을 사용하여 게임안에서 수준높은 세계관을 체감할 수 있도록 구성되었다. 천명 온라인은 기존의 MMORPG에서 볼 수 없었던 지상개념의 전투에서 벗어나, 지상을 포함하여 수중과 공중까지 확장된 새로운 전투시스템을 선보일 계획이다. 또한 공중비행에 사용되는 법보시스템과 한국설화에서 친숙한 구미호 등 다양한 몬스터로 변신할 수 있는 변신술 시스템, 필드에서 실시간으로 진행되는 24시간 보스 레이드와 깃발전이 진행되는 대규모 PVP전장 낙성곡, 공중전으로 진행되는 PK전장 천마전 등 문파 쟁위주에 최적화된 PVP시스템이 있으며, 몬스터 경마인 겜블시스템을 통해서 게임머니를 습득할 수 있다.  현재 서비스가 종료되었다. 2015년 1월에 서비스를 시작하여 2017년 3월 7일(화) 서비스 종료라는 공지가 올라 왔으며 더 이상 천명 온라인은 게임 플레이를 할 수 없게 되었다.

## 천명 2017년 서비스 종료 일정 안내
- 2월 8일(수): 결제 서비스 종료
- 2월 8일(수): 신규 계정 가입서비스 종료
- 2월 8일(수) ~ 3월 6일(월): 환불 접수기간, 고객센터 1:1문의 환불접수 진행
- 3월 7일(화) ~: 환불 진행기간
- 3월 7일(화): 홈페이지 및  게임서비스 종료[2]